# Ponte di Yangsigang
Il Ponte Yangsigang (武汉杨泗港长江大桥) è il terzo ponte sospeso più lungo del mondo. È alto 254,9 m e lungo 4 317,8 metri. La sua campata principale è lunga 1 700 metri. Inaugurato il 8 ottobre 2019, unisce i distretti di Hanyang and Wuchang della città di Wuhan nella provincia cinese di Hubei, passando sul Fiume azzurro.

## Caratteristiche tecniche
Si tratta di un ponte a due piani sovrapposti ed è aperto a veicoli a motore e a pedoni. Il piano superiore ha sei corsie e marciapiedi pedonali larghi 2 m su ciascun lato del ponte. Il piano inferiore è composto da quattro corsie per veicoli a motore, due corsie da 2,5 m per veicoli non motorizzati e altri due marciapiedi pedonali.